# Estação Ferroviária de Alcântara-Terra
A Estação Ferroviária de Alcântara-Terra é uma interface ferroviária integrada na Linha de Cintura, em Lisboa, Portugal, sendo término do serviço “Linha da Azambuja” da CP Urbanos de Lisboa. Foi inaugurada em 2 de Abril de 1887, sendo originalmente, antes da criação da Estação do Rossio, o terminal da linha do Linha do Oeste (e também da Linha de Sintra, segundo critério da época, considerando-se o troço até ao Cacém como comum a ambas as linhas).

## Descrição

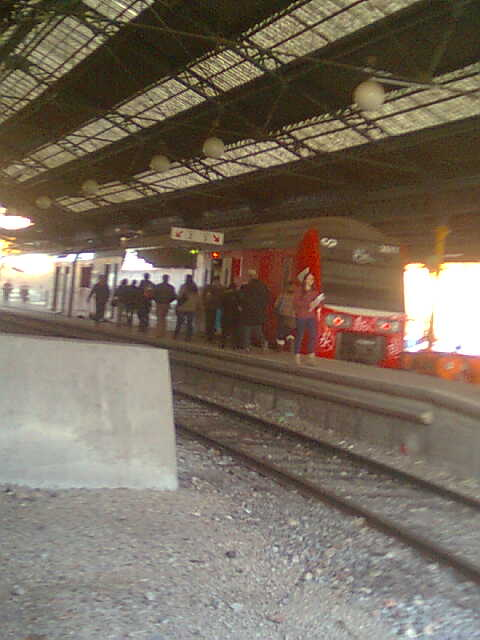
Aspeto da gare, com serviço reduzido, em 2008.

### Localização e acessos
A estação situa-se junto à Avenida de Ceuta, em Lisboa.

### Infraestruturas
Em Janeiro de 2011, contava com quatro vias de circulação, com 216 a 316 m de comprimento; as plataformas tinham 40 e 90 cm de altura, e 90 e 210 m de extensão. O edifício de passageiros situa-se do lado poente da via (lado esquerdo do sentido ascendente, a Braço de Prata).

### Ligação a Alcântara-Mar
Entre 1991 e 2008, existiu uma passagem superior pedonal entre as estações de Alcântara-Terra e Alcântara-Mar.

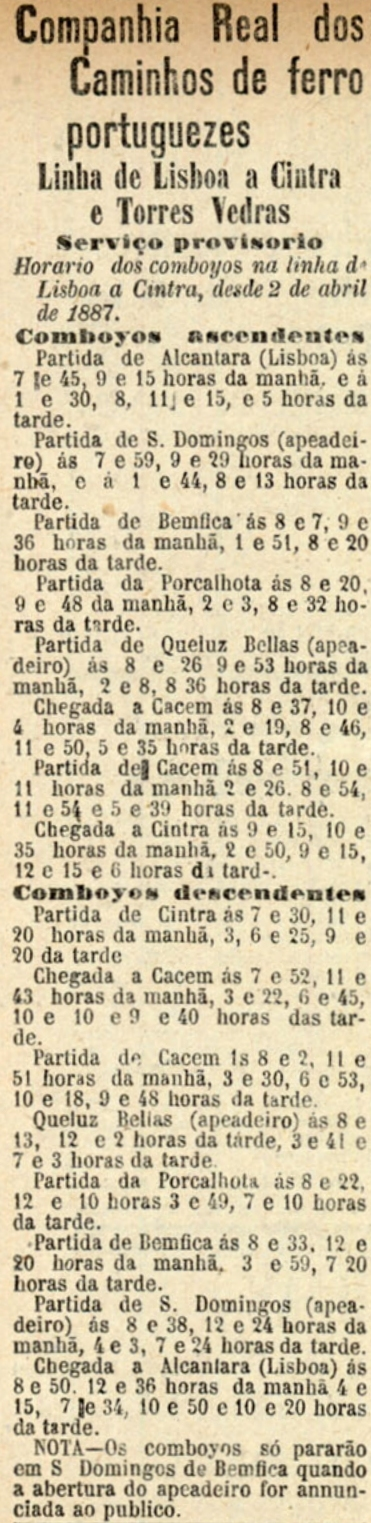
Horários das Linhas do Oeste e Sintra, em 1887

## História

### Século XIX

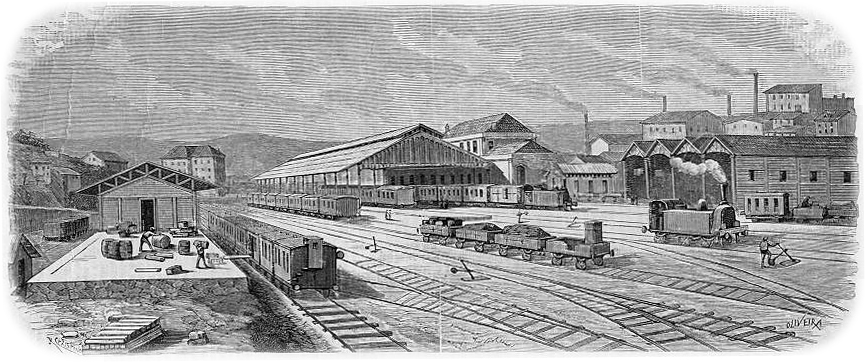
Aspeto da estação de Alcântara-Terra em 1887

Em 31 de Janeiro de 1882, a Companhia Real dos Caminhos de Ferro Portugueses apresentou uma proposta no Parlamento para a instalação de várias linhas férreas, incluindo uma de Alcântara a Torres Vedras, com ramais para Sintra e Aldeia Galega da Merceana. Este conjunto foi autorizado por uma Lei de 20 de Maio do mesmo ano, e a sua construção foi originalmente adjudicada à firma Henry Burnay & Companhia, mas logo em 9 de Maio de 1883 se acordou o trespasse para a Companhia Real, que foi autorizado em 28 de Julho. Assim, a estação de Alcântara Terra foi inaugurada em 2 de Abril de 1887, como terminal do traçado original das linhas de Sintra e Oeste. Serviu como ponto inicial da Linha do Oeste até 11 de Julho de 1891, data em que a Estação do Rossio entrou ao serviço. Nessa altura, a ligação entre Alcântara Terra e o centro de Lisboa era assegurada por uma linha de carros americanos, que terminava em Alcântara. Na altura da sua construção contava já com a marquise envidraçada, e com uma cocheira com capacidade para 24 carruagens. Foi construída no local onde funcionou a Fábrica de Refinação do Salitre e, posteriormente, o Arquivo Geral da Secretaria da Guerra; a obras incluíram o encanamento de mais um troço da Ribeira de Alcântara.
Em 10 de Agosto de 1891, foi inaugurado o ramal desde Alcântara-Terra até Alcântara-Mar, ligando a Linha do Oeste à Linha de Cascais. A linha teve um grande sucesso desde o início, tendo sido relatado no Diário de Notícias de 15 de Agosto de 1887 que os comboios de Alcântara para Sintra, Torres Vedras e Caldas da Rainha não foram suficientes para responder à procura que se verificou naquele Domingo de festa.

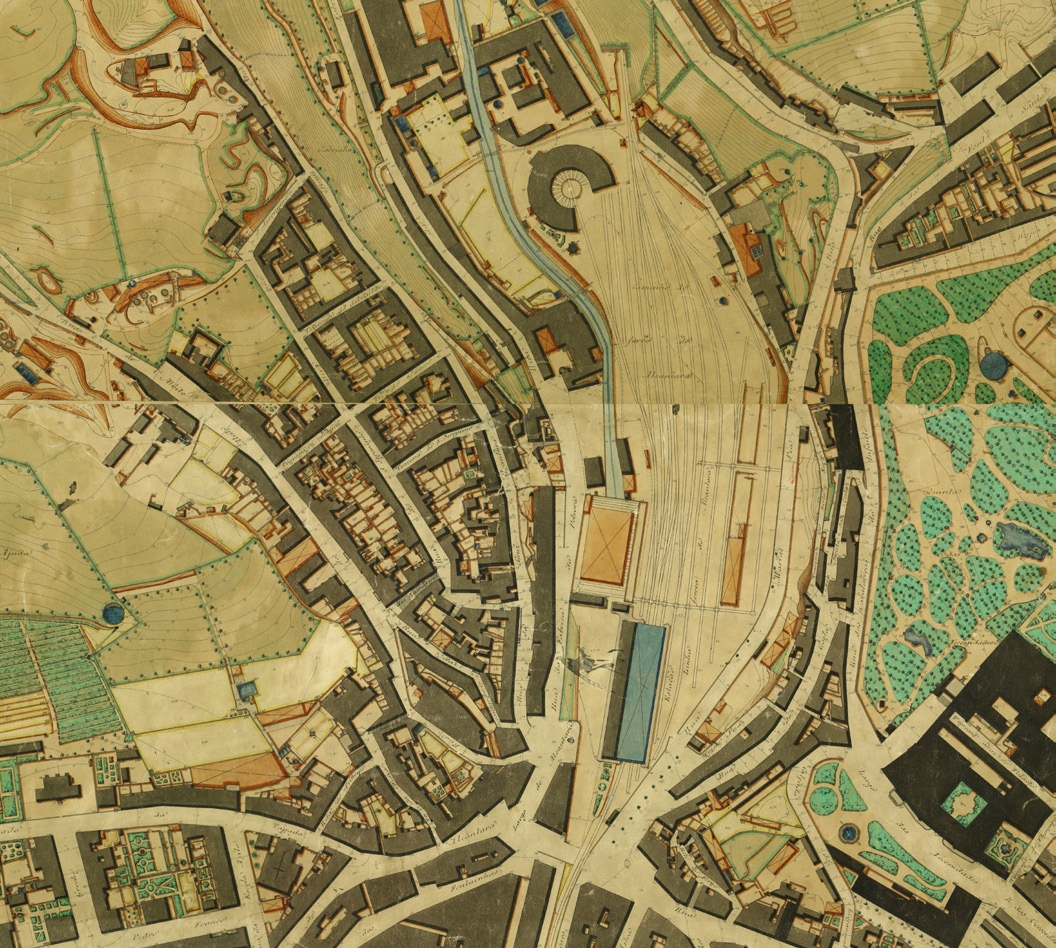
Estação de Alcântara Terra na planta de Lisboa produzida entre 1904 e 1911

### Século XX

#### Décadas de 1900 e 1910
Em 1902, foi instalado um sistema de sinalização por discos eléctricos nesta estação, inventados por Neves Barbosa. Em 16 de Fevereiro de 1903, a Gazeta dos Caminhos de Ferro noticiou que já tinha entrado em funcionamento uma nova báscula, para pesar e registar o peso dos vagões em andamento.

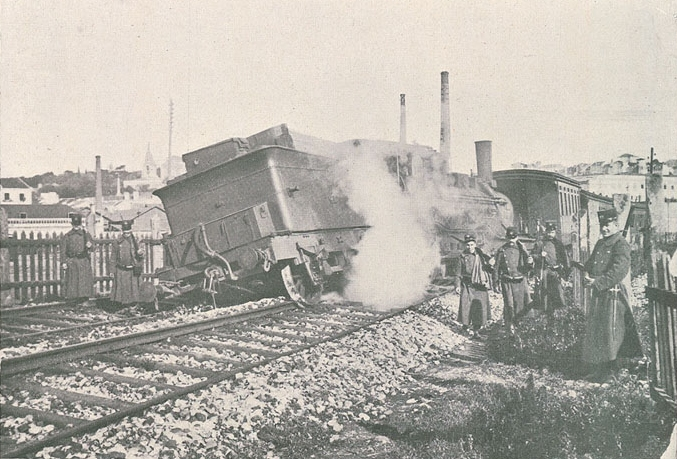
Locomotiva descarrilada por sabotagem grevista, perto de Alcântara, em 1914

Em 1914, esta estação era um dos principais entrepostos para o transporte de cortiça, em Portugal. Na madrugada do dia 14 de Janeiro desse ano, começou uma das maiores greves dos funcionários dos transportes no país, quando por volta das duas da madrugada foram verificados vários actos de sabotagem na estação de Alcântara Terra, como a destruição dos aparelhos telegráficos pelo técnico José Eduardo de Matos, de forma a impedir a circulação dos comboios, tendo a polícia sido forçada a intervir.

#### Décadas de 1920 e 1930

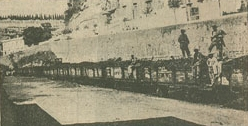
Comboio de carvão na Estação de Alcântara Terra, em 1920

Em 1928, esta estação passou a receber as remessas de peixe, por forma a descongestionar a estação de Lisboa - Cais dos Soldados, para onde eram antes enviadas. Em Agosto desse ano, inaugurou-se oficialmente em Alcântara o Comboio do Trigo, que tinha como fim propagar as novas técnicas de cultivo nas regiões cerealíferas do país.

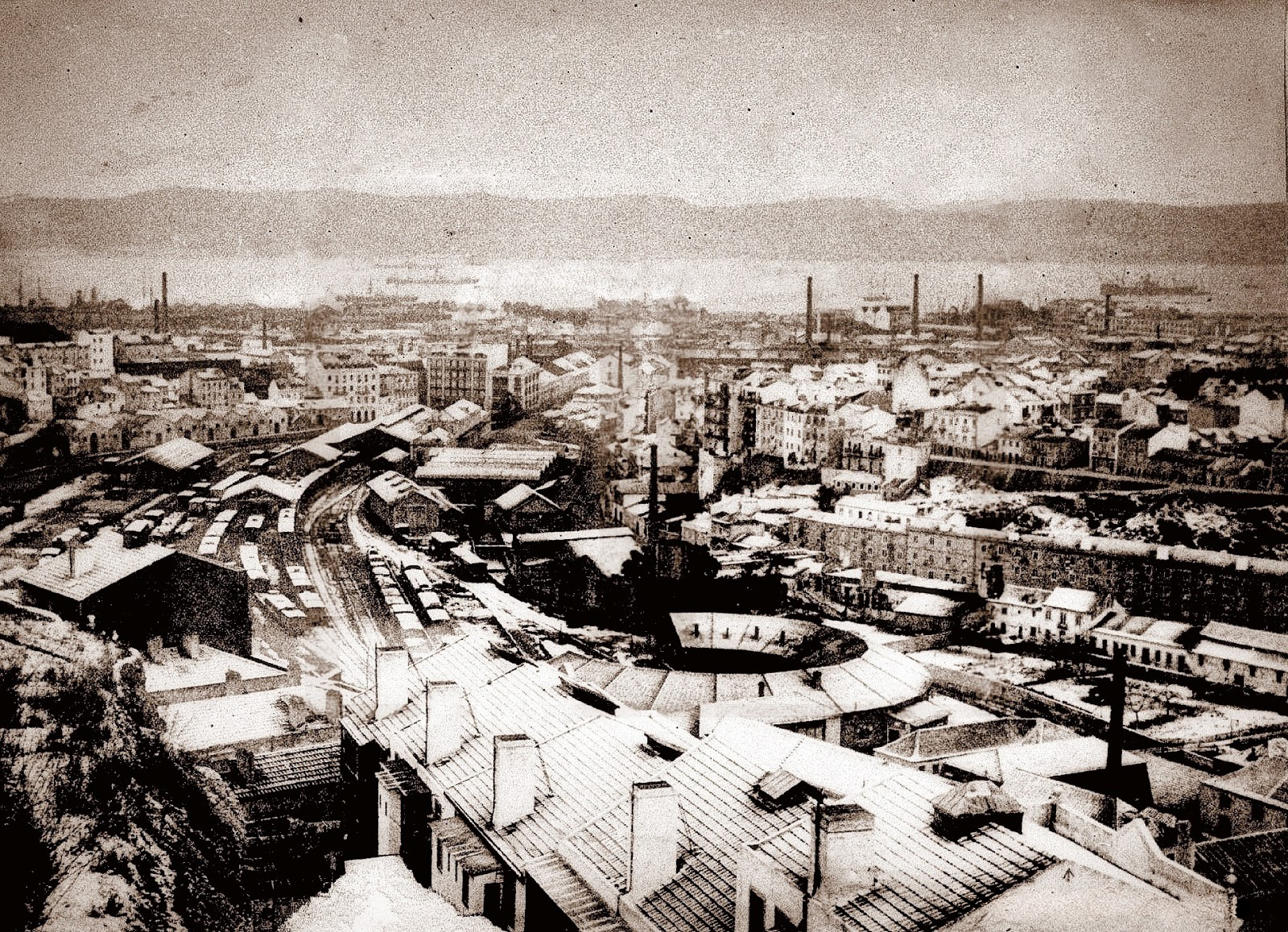
Vista geral da estação, com a rotunda das locomotivas, em manhã de neve, 1926

Em 1933, a Companhia dos Caminhos de Ferro Portugueses levou a cabo várias obras de remodelação nesta estação, e em 1934 realizou reparações parciais.
Pelo Decreto-Lei n.º 28:796, de 1 de Julho de 1938, foi expropriada uma parcela de terreno nas dependências desta estação, para as obras da Avenida de Ceuta, tendo sido acordado que, em compensação, a Câmara Municipal de Lisboa deveria cobrir parte do Caneiro de Alcântara no seu traçado dentro da estação, cedendo o novo terreno à Companhia.

#### Décadas de 1940 e 1950
Em 22 de Maio de 1940, foram apresentadas em Alcântara-Terra várias carruagens modernizadas nas oficinas do Barreiro, tendo sido visitadas pelo ministro das Obras públicas, Duarte Pacheco. Nesse ano, a C. P. organizou vários comboios especiais entre Sacavém e Belém para a Exposição do Mundo Português, que também pararam em Alcântara Terra. Em 16 de Setembro daquele ano, a Gazeta dos Caminhos de Ferro informou que a companhia estava a formar corpos de bombeiros em várias estações da sua rede, incluindo em Alcântara Terra.
Em 1952, estava-se a estudar a electrificação da Linha do Norte e da rede de linhas suburbanas de Lisboa, incluindo o de Alcântara a Campolide. A Gazeta dos Caminhos de Ferro de 16 de Janeiro de 1955 relatou que já tinham sido assinados os contractos para a instalação da tracção eléctrica, tendo o lanço entre Alcântara e Campolide feito parte da primeira fase de execução. Para a electrificação, foram necessárias profundas obras no Túnel do Rossio, tendo sido necessário deslocar o tráfego de longo curso da estação do Rossio para Santa Apolónia. Originalmente, pensou-se também em passar os comboios das linhas de Sintra e do Oeste para Alcântara Terra, mas essa hipótese foi posta de parte devido à circunstância que a estação ficava demasiado longe do centro de Lisboa, e de já estar sobrecarregada com o movimento da zona portuária.
O primeiro serviço na Linha de Sintra a ser feito por uma composição de automotoras em unidades triplas eléctricas partiu de Alcântara Terra em 1958, tendo este acontecimento sido recordado nas comemorações dos 120 anos da Linha de Sintra, em 2008.

### Século XXI

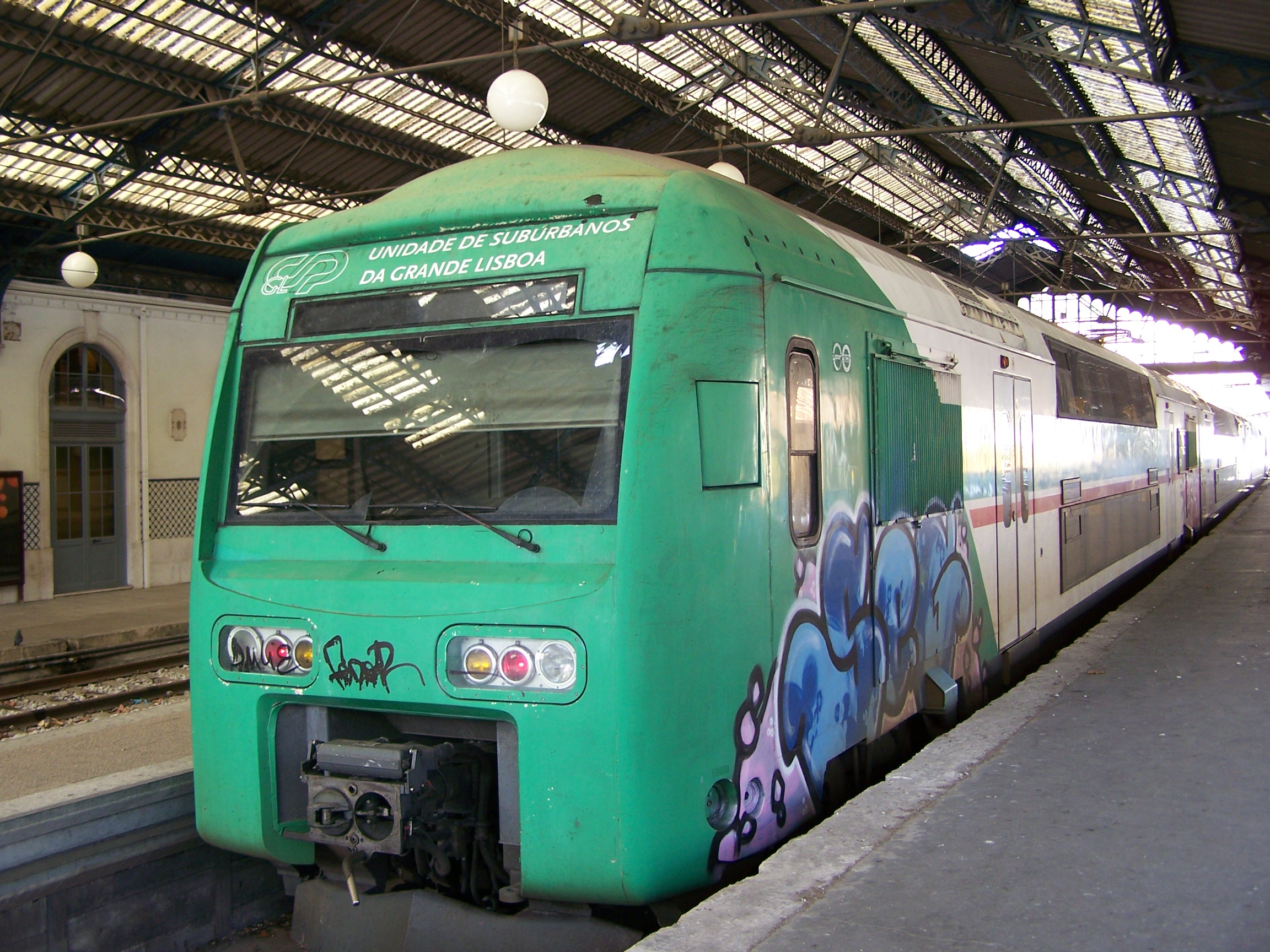
Automotora da Série 3500 na Estação de Alcântara-Terra.

Em 2001, iniciou-se a circulação de comboios de dois pisos entre Alcântara Terra e Vila Franca de Xira.
Em Maio de 2006, a autarquia de Lisboa apresentou várias soluções para o chamado Nó de Alcântara, através da criação de uma passagem desnivelada entre as Linhas de Cascais e de Cintura. Em 2008, o governo anunciou um investimento de 407 milhões de euros para a zona de Alcântara, que consistia, entre outros projetos, numa intervenção ferroviária, com a criação de um novo nó. (Nesse ano, o Banco Alimentar Contra a Fome esteve instalado em armazéns da Rede Ferroviária Nacional, junto à estação de Alcântara Terra.) Nesse contexto foi demolida em 2008 a passagem superior, entre esta estação e Alcântara-Mar, medida que tinha sido proposta desde 2007, alegadamente devido ao avançado grau de degradação em que se encontrava aquela estrutura. Previa-se, ainda em 2010, a realização de alterações estruturais nesta interface, no âmbito do programa NovAlcântara; entre estas modificações, incluía-se a construção de uma interface subterrânea com ligação à Linha de Cascais, por forma a permitir serviços contínuos entre as estações de Cascais, Entrecampos, e a Gare do Oriente, em coordenação com os serviços ferroviários de alta velocidade. No entanto, este projecto não avançou devido ao elevado custo orçamental previsto.

A partir de 14 de Junho de 2015, devido a alterações de horários e de pontos de origem e destino de várias ligações ferroviárias suburbanas, esta estação deixa de ser a estação de começo e término da família de comboios Azambuja - Alcântara-Terra; passa então a ser terminal da ligação ferroviária suburbana com Castanheira do Ribatejo. Contudo, com esta alteração, Alcântara-Terra deixa de ser servida aos fins-de-semana e feriados, devido a esta família de comboios só circular aos dias úteis.